# FK Afips Afipski
Maillots
L'Afips Afipski (russe : «Афипс» Афипский) est un club de football russe basé à Afipski fondé en 2012 et disparu en 2018.

## Histoire
Fondé en 2012, le club démarre au niveau régional dans le championnat du kraï de Krasnodar où il évolue une saison avant d'être promu directement en troisième division pour la saison 2014-2015. Après quatre saisons à ce niveau, incluant notamment trois places de second du groupe Sud, le club disparaît à l'issue de la saison 2017-2018,. Son centre de formation, dirigé par Oleg Teriokhine, reste cependant en activité par la suite.

## Bilan par saison
| Saison    | Championnat  | Championnat | Championnat | Championnat | Championnat | Championnat | Championnat | Championnat | Championnat | Championnat | Coupe de Russie |
| Saison    | Division     | Pos         | Pts         | J           | V           | N           | D           | BP          | BC          | Diff        | Coupe de Russie |
| --------- | ------------ | ----------- | ----------- | ----------- | ----------- | ----------- | ----------- | ----------- | ----------- | ----------- | --------------- |
| 2013      | 5e Krasnodar | 3e          | 55          | 24          | 17          | 4           | 3           | 60          | 14          | +46         | —               |
| 2014-2015 | 3e Sud       | 4e          | 70          | 36          | 21          | 7           | 8           | 51          | 30          | +21         | Premier tour    |
| 2015-2016 | 3e Sud       | 2e          | 49          | 26          | 15          | 4           | 7           | 35          | 27          | +8          | Troisième tour  |
| 2016-2017 | 3e Sud       | 2e          | 62          | 30          | 19          | 5           | 6           | 42          | 24          | +18         | Troisième tour  |
| 2017-2018 | 3e Sud       | 2e          | 78          | 32          | 26          | 6           | 2           | 70          | 15          | +55         | Troisième tour  |

Légende
- Promotion en division supérieure
- Relégation en division inférieure